# American Sociological Review
 (août 2024).
 (août 2024).

L'American Sociological Review est une revue américaine de sociologie publiée par SAGE Publications pour le compte de l'American Sociological Association. La revue a été créée en 1936.